# 榕粉蝨
榕粉蝨（学名：Massilieurodes fici）为粉蝨科麻粉蝨屬下的一个种。